# Сильная (альбом)
«Сильная» — третий студийный альбом российской певицы и автора песен Елены Князевой, выпущенный 20 мая 2016 года. На диске представлено 12 композиций.

## Реакция критики
Алексей Мажаев из InterMedia дал альбому смешанную оценку. По его мнению Елена демонстрирует «совершенно мейнстримовые поп-песни, которые можно было бы услышать в исполнении, навскидку, Анны Седоковой, Юлии Ковальчук, Татьяны Котовой, да кого угодно. Какие-то пародийно-„рублёвские“ мотивы в её манере можно уловить только при очень большом желании и хорошем воображении. Да и то там скорее есть уклон в саунд 90-х, чем в „богатое арэнби со стразиками“». Критик отметил, что певица не пошла по «кукольному» пути.
По мнению Алексея, «гораздо сильнее за уши цепляется единственная песня, которая идёт на диск последней: в треке „Пусть повезёт!“ лирическая героиня мечтает встретить и выйти замуж за госслужащего (это требование в тексте несколько раз оговаривается особенно). Произведение отчасти напоминает древний музыкальный фельетон „Чтоб не пил, не курил и цветы всегда дарил“ и вообще выглядит довольно дурацким — зато его вы точно мысленно отметите (возможно, в сильных выражениях) и не забудете после прослушивания, даже если очень постараетесь»..

## Список композиций
| №   | Название                       | Автор(ы)                           | Длительность |
| --- | ------------------------------ | ---------------------------------- | ------------ |
| 1.  | «Сильная»                      | Александр Романсберг               | 2:56         |
| 2.  | «Отпускаю»                     | Елена Князева                      | 3:08         |
| 3.  | «Незабудки»                    | Елена Князева                      | 3:21         |
| 4.  | «Парня увела»                  | Сергей Ревтов, Н. Пушкова          | 3:20         |
| 5.  | «Я ждала»                      | Елена Князева                      | 3:29         |
| 6.  | «Созвонимся весной»            | Елена Князева                      | 3:18         |
| 7.  | «Услышь меня»                  | Елена Князева                      | 2:59         |
| 8.  | «Алмазы молчат»                | Елена Князева                      | 3:37         |
| 9.  | «В городе N»                   | Светлана Кулемина, Юлия Старостина | 4:15         |
| 10. | «Теряю (feat Родион Газманов)» | Елена Князева                      | 3:37         |
| 11. | «Вино (feat Лок Дог)»          | Елена Князева                      | 2:47         |
| 12. | «Пусть повезёт»                | Oneok Klimenko, Елена Князева      | 3:11         |

## Видеоклипы
- «Парня увела»[2]
- «Сильная»[3]
- «Пусть повезёт!»[4]/«Обама-мама»[5]
- «Вино» (feat Лок Дог)[6]
- «Теряю» (feat Родион Газманов)[7]
- «Созвонимся весной»[8]